# Jenna Simula
Jenna Simula, född 13 september 1989 i Uleåborg, är en finländsk politiker (Sannfinländarna). Hon är ledamot av Finlands riksdag sedan 2019. Till utbildningen är hon tradenom och hon har arbetat som djurskötare.
Simula blev invald i riksdagsvalet 2019 med 9 197 röster från Uleåborgs valkrets.